# Heterocleptes
Heterocleptes is een geslacht van wantsen uit de familie van de waterlopers (Hydrometridae). Het geslacht werd voor het eerst wetenschappelijk beschreven door Villiers in 1948.

## Soorten
Het genus bevat de volgende soorten:

- Heterocleptes hoberlandti China, Usinger & Villiers, 1950
- Heterocleptes schoutedeni (China & Usinger, 1949)
- Heterocleptes spinosus Andersen, 1982
- Heterocleptes tuberculatus Villiers, 1948